# Connemara

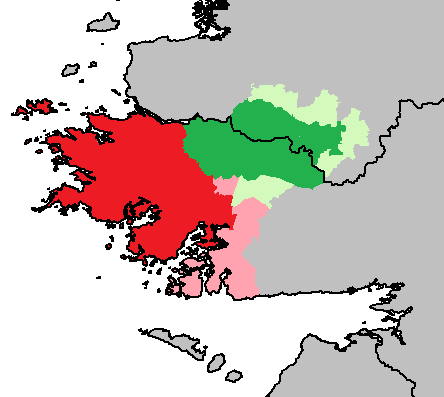
Grön indikerar Joyce Country, med ljusgrönt i dess ytterkanter som visar dess största utbredning. Röd indikerar Connemara med rosa i dess ytterkanter som visar dess största utbredning (dock inte inkluderande allt som är väster om floden Corrib som vissa anser vara en del av Connemara).

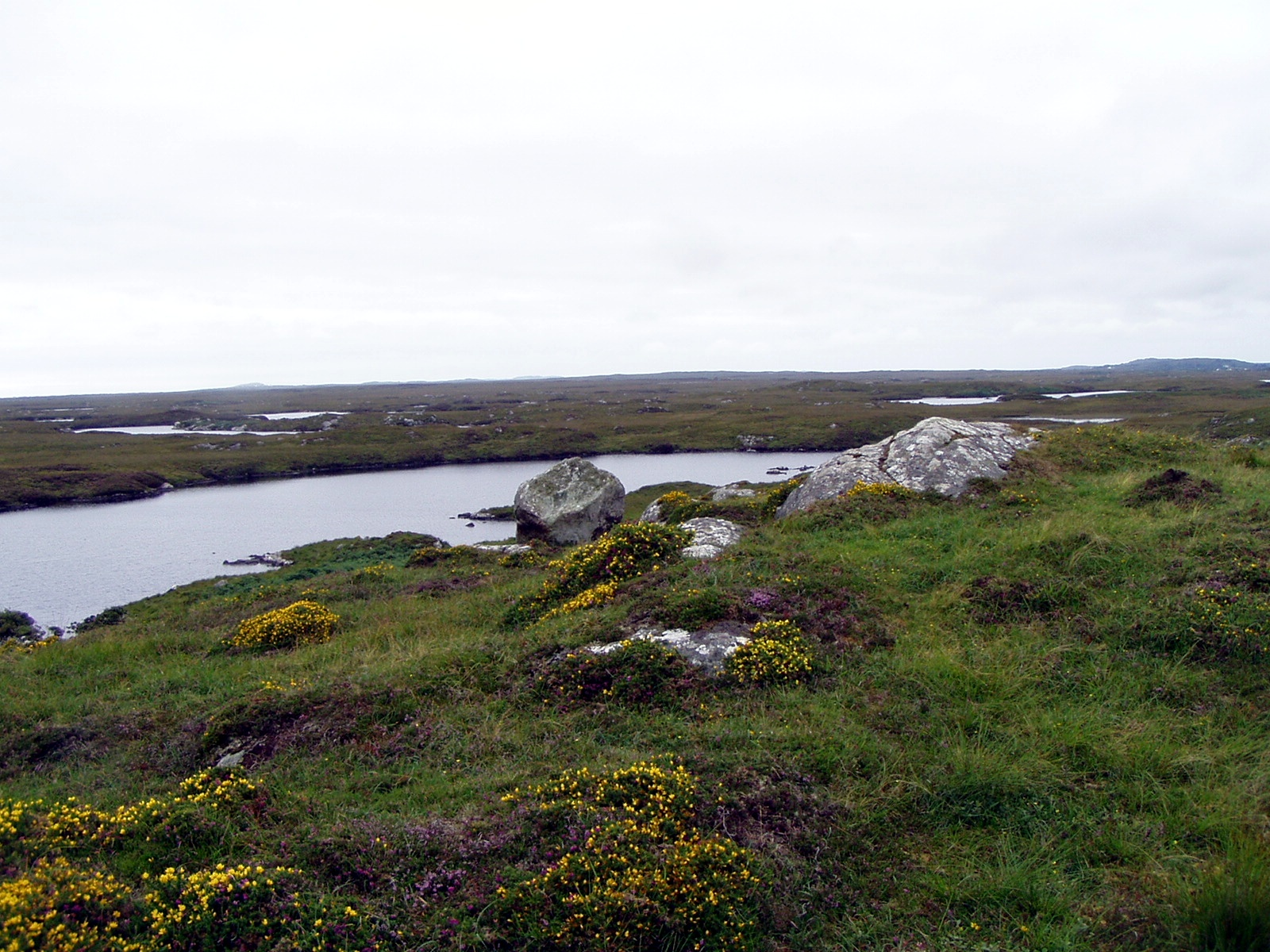
Landskap i Connemara.

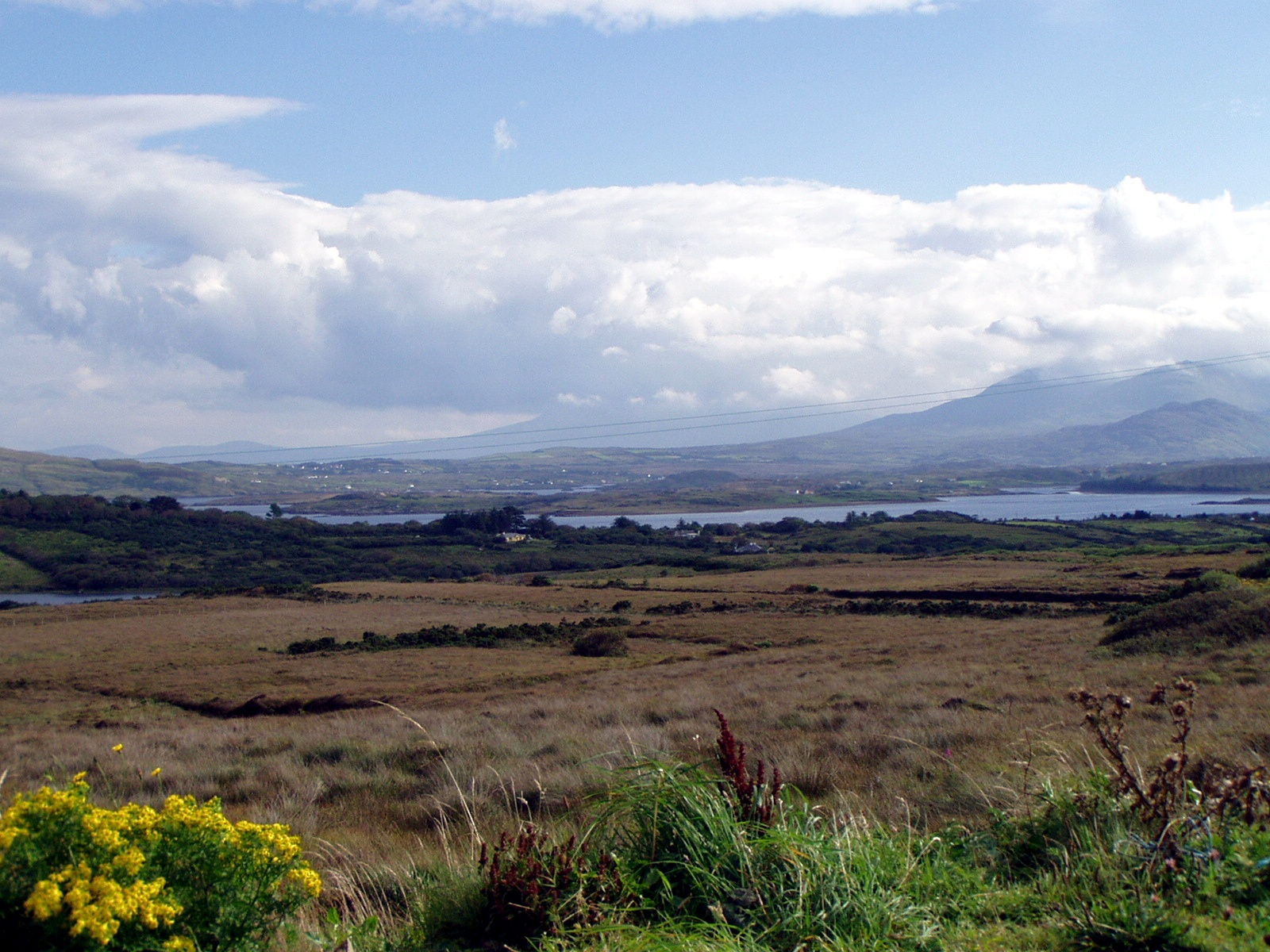
Landskap i Connemara.

Connemara (iriska: Conamara) är ett område på de yttersta delarna av västra Irland, väster om staden Galway.